# Le Choucas rapplique
Le Choucas rapplique est le premier tome de la série de bande dessinée Le Choucas de Christian Lax. 

## Personnages
- Le Choucas
- Gabin : chauffeur de taxi ougandais. Il conduit une vieille Peugeot 203
- Olga Odos : vieille championne de scrabble
- Aristide Allibi : ex-prof de lettres, spécialiste en gréco-romaine (la lutte), recyclé livreur de pizza. Rivalise de citations avec Le Choucas.
- Guido : gros bras à la solde du Boss.

## Synopsis
Dernier jour avant l'an 2000, dernier jour de travail pour Le Choucas, désormais au chômage technique. Un peu par hasard, il récupère le portable de son ancien patron et répond à un appel. Un certain Guido est sur le point de supprimer une petite vieille. Cet appel suscite la vocation du Choucas, il vire détective pour sauver la veuve.
Chez la vieille dame, Olga, Le Choucas est accueilli par Guido. L'arrivée inopinée d'un livreur de pizza, lutteur à ses heures, le tire de ce mauvais pas. Dans l'appartement, ils découvrent le corps d'une vieille dame qui n'est pas Olga. Guido se fait la belle... Au club de scrabble, toujours pas d'Olga, elle est partie récupérer ses papiers qui viennent d'être retrouvés. Menacée d'expulsion, elle en a absolument besoin. Le Choucas se lance à sa poursuite, échappe à une fusillade, assiste au dessoudage de Gino par un pilier de bar, rencontre une blonde sublime...
Rentré chez lui, il est appelé au chevet d'Aristide Allibi, aux urgences. Aristide lui révèle qu'il n'était pas chez Olga par hasard, mais que la vieille dame lui a demandé de la protéger. Il l'a suivi à son rendez-vous, a estourbi l'ex-patron du Choucas qui devenait menaçant et a mis Olga dans un train pour Lyon, chez sa cousine. Après s'être procuré un flingue (Colt 45, double eagle), Le Choucas fonce à Lyon. Il est devancé par son ex.boss et un comité d'accueil. Un coup de téléphone d'Olga fait tout basculer, elle menace de faire sauter l'usine si le boss ne vide pas ses comptes en banque. Il s'effondre et avoue tout : il a voulu faire disparaître Olga pour permettre à sa mère de briller au scrabble. Mais Olga est la plus forte.

### Documentation
- Jean-Pierre Fuéri, « Lettres ou ne pas lettres », BoDoï, no 38,‎ février 2001, p. 20.